# U.S. Route 377
La U.S. Route 377 è un'autostrada in direzione nord-sud degli Stati Uniti. Originariamente creata come breve ramo per collegare Denton, Texas con Fort Worth, Texas, da allora è stata estesa nell'Oklahoma e in Messico per una lunghezza totale di 478 miglia (769 km).